# Now What?!
Now What?! —en español: ¡¿Y ahora qué?!— es el decimonoveno álbum de estudio de la banda británica de hard rock Deep Purple y fue publicado el 26 de abril de 2013. El álbum fue producido por Bob Ezrin, las mezclas estuvieron a cargo del mismo Ezrin con Justin Cortelyou y la masterización la realizó Eike Freese. La banda habilitó un sitio web oficial para las novedades sobre el disco. Es el primer álbum de estudio de Deep Purple en más de siete años, desde que Rapture of the Deep fuera lanzado en noviembre de 2005.
El 26 de febrero de 2013 fue anunciado el título del álbum. El 29 de marzo del mismo año fue lanzado un sencillo con los temas "All the Time in the World" y "Hell to Pay" en formato CD y disco de vinilo.

## Lista de canciones
Todas las canciones escritas y compuestas por Don Airey, Ian Gillan, Roger Glover, Steve Morse, Ian Paice y Bob Ezrin, salvo "It'll Be Me" por Jack Clement. 
| N.º | Título                                                     | Duración |  |
| 1.  | «A Simple Song»                                            | 4:39     |  |
| 2.  | «Weirdistan»                                               | 5:40     |  |
| 3.  | «Out of Hand»                                              | 6:09     |  |
| 4.  | «Hell to Pay»                                              | 5:10     |  |
| 5.  | «Bodyline»                                                 | 4:26     |  |
| 6.  | «Above and Beyond»                                         | 5:30     |  |
| 7.  | «Blood from a Stone»                                       | 5:18     |  |
| 8.  | «Uncommon Man»                                             | 7:02     |  |
| 9.  | «Après Vous»                                               | 5:24     |  |
| 10. | «All the Time in the World»                                | 4:21     |  |
| 11. | «Vincent Price»                                            | 4:46     |  |
| 12. | «It'll Be Me» (bonus track)                                | 3:02     |  |
| 13. | «First Sign of Madness» (bonus track solo en Gold Edition) | 4:26     |  |

El 29 de noviembre de 2013 se lanzó la edición de oro (Gold Edition) del álbum Now What?!. Esta edición contiene 2 CD, el CD 1 es el disco original (más temas extras) y el CD 2 posee 12 temas en vivo extraídos de la gira del álbum realizada durante el 2013. Los temas en vivo que contiene el CD 2 (denominado 'Now What?! Live Tapes') son los siguientes:
- Strange Kind Of Woman
- Hard Loving Man
- Vincent Price
- Contact Lost
- All The Time In The World
- No One Came
- Bodyline
- Perfect Strangers
- Above And Beyond
- Lazy
- Black Night
- Smoke On The Water

## Miembros del grupo
- Ian Gillan - voz
- Steve Morse - guitarra
- Don Airey - teclados
- Roger Glover - bajo
- Ian Paice - batería

## Premios
El 23 de abril de 2014 la revista Revolver entregó a Deep Purple el premio Golden Gods Awards en la categoría Regreso del año (en inglés: Comeback of the Year) debido a su álbum Now What?!.